# Weidevogelreservaat Ter Doest

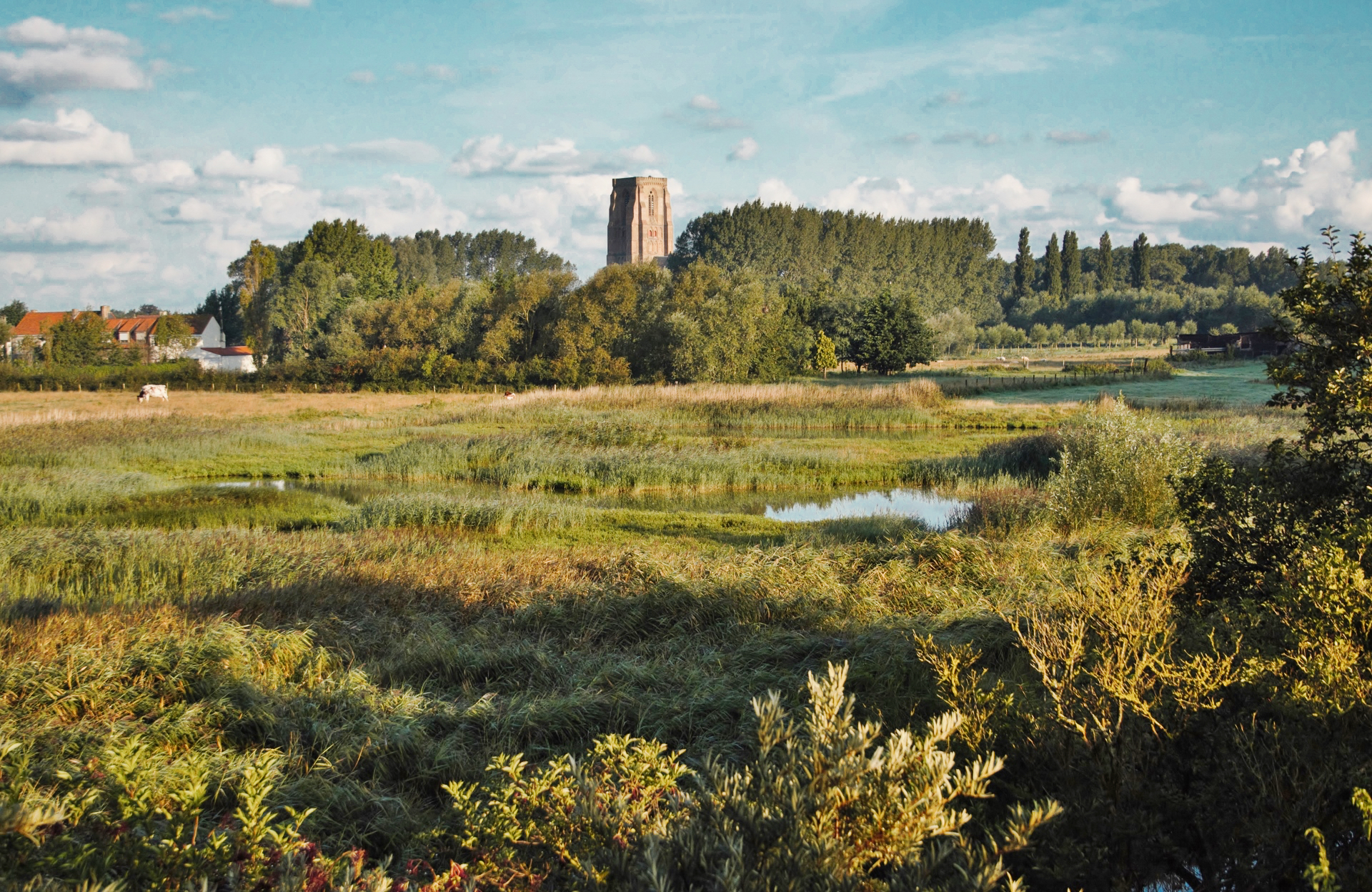
Natuurreservaat Ter Doest, met op de achtergrond de platte toren van Lissewege

Het Weidevogelreservaat Ter Doest is een natuurgebied nabij Lissewege. Het wordt beheerd door Natuurpunt en is vernoemd naar de vlakbij gelegen abdij Ter Doest. Het maakt deel uit van de Natura 2000-gebieden en wordt gesteund door het Life-Project.

## Ligging en natuurwaarde
Het reservaat is een laaggelegen gebied waarin zich nog zilte graslanden bevinden. Dit wordt veroorzaakt door kwelwater vanuit het hoger gelegen Boudewijnkanaal en de oude, ondergrondse zoutwaterbel. De aanwezigheid van het zout zorgen ervoor dat zoutminnende planten zoals zeeaster, zeekraal, zilte schijnspurrie en zeebies er zich thuis voelen. Ook erg zeldzame fauna komt er voor, zoals zilte zegge, de tapijtjes van dunstaart en enkele herontdekte exemplaren van zilt torkruid.
In de bultenrijke vegetatie is er plaats voor weidevogels zoals tureluur, Kleine karekiet, Grutto, Waterral en Bruine kiekendief, waarvan sommige soorten er jaarlijks broeden. Ook zeldzame en bedreigde soorten komen er voor, zoals Waterrietzanger, Porseleinhoen, Kwartelkoning, Draaihals en Orpheusspotvogel.

## Geschiedenis
De Abdij Ter Doest speelt een grote rol in het ontstaan van het gebied. Voor het bouwen van de kerk van Lissewege en de graanschuur van de abdij, gedateerd rond 1275, hebben de monniken grote hoeveelheden bakstenen en dus klei nodig. Deze klei wordt gewonnen op de omliggende polders, waardoor een 25Ha groot drassig gebied ontstaat, toen de 'Monnikenmoere' genoemd.
Wanneer de abdij vervalt, raken de eigendomsrechten van de gebieden verspreid.
In 1995 koopt Natuurreservaten VZW (nu Natuurpunt) hier de eerste gronden.
Ook de jaren erna worden er verschillende gronden gekocht. In 1999 is het gebied 9.1Ha groot, in 2000 16Ha, in 2018 22Ha. Daarnaast worden er in 2003 ook werken uitgevoerd om het historische reliëf van de graslanden te herstellen.

## Toegankelijkheid
Het natuurgebied is te bezichtigen vanaf het Ter-Doestpad langs het gebied. Vanwege zijn grote kwetsbaarheid en kleinschaligheid is het natuurgebied niet vrij toegankelijk. Wel zijn er jaarlijks geleide bezoeken in juli en augustus, dus net buiten het broedseizoen en midden in het bloeiseizoen van de zoutminnende planten.